# Los trece fantasmas
13 Ghosts es una película de terror de 1960, dirigida por William Castle y escrita por Robb White. A la consternación de algunos de los miembros del reparto, 	Castle dio facturación superior a Charles Herbert de 12 años de edad.
Esta fue rehecha en 2001 bajo el título de 13 fantasmas, dirigida por Steve Beck.

## Argumento
Cuando el tío ocultista Dr. Plato Zorba deja en herencia una gran destartalada casa para su sobrino Cyrus y su empobrecida familia, ellos están horrorizados al saber que la casa está embrujada. Su nueva amueblada residencia viene completa con una espeluznante ama de llaves, Elaine, más una fortuna en un tesoro enterrado y 12 fantasmas horrorosos. Su familia pronto descubre que estos espíritus incluyen a un hombre sin cabeza, un león adulto, una señora que se lamenta y un esqueleto en llamas, quienes están cautivos en la inquietante casa y deben encontrar un decimotercer desafortunado fantasma para liberarlos. El Dr. Zorba deja un sistema de anteojos especiales, la única manera de ver los fantasmas. Sin embargo, hay alguien en la casa que también está buscando el dinero y está dispuesto a matar por él.

## Reparto destacado
- Charles Herbert como Buck Zorba.
- Jo Morrow como Medea Zorba.
- Rosemary DeCamp como Hilda Zorba.
- Martin Milner como Benjamen Rush.
- Donald Woods como Cyrus Zorba.
- Margaret Hamilton como Elaine Zacharides.
- John van Dreelen como Van Allen.